# Medijski jezik
Medijski jezik (ISO 639-3: xme) je izumrli jezik kojim su govorili drevni Medijci. Zajedno s gilačkim, mazanderanskim, kurdskim i baludžijskim jezikom spada u skupinu sjeverozapadnih iranskih jezika

## Ovjera
Medijski jezik spominje se isključivo u zapisima na staroperzijskom jeziku; o njegovoj gramatici se ne zna gotovo ništa. Prema Prodsu Oktoru Skjærvøu sa sveučilišta Harvard „medijski jezik značajne fonološke izoglose više dijeli sa avestanskim nego staroperzijskim jezikom“. Također, spominje i kako je „medijski jezik bio u određenoj mjeri službenim jezikom u zapadnom Iranu“.
Ne postoje sačuvani dokumenti koji datiraju iz medijskog razdoblja, a nije poznato ni kakvim su pismom pisani. Do danas je na teritoriju drevne Medije pronađena samo jedna brončana plaketa koja datira ranije od ahemenidskog razdoblja, a radi se o zapisu na klinastom pismu pisanom na akadskom jeziku koji datira iz 8. stoljeća pr. Kr., ali ne spominje medijske nazive.
Neka moderna istraživanja pokazuju kako je tzv. linearno elamsko pismo (koje još nije dešifrirano) možda pisano na medijskom jeziku, pretpostavljajući kako je Kutik-Inšušinak originalno iransko ime medijskog vladara Kijaksara, a ne mnogo ranijeg elamskog kralja.

## Identitet
Različitost od ostalih etnolingvističkih skupina (poput Perzijanaca) očita je uglavnom iz stranih izvora kao što su asirski zapisi na klinastom pismu (sredina 9. stoljeća pr. Kr.) ili Herodotova djela iz sredine 5. stoljeća pr. Kr. koja opisuju medijsko-perzijski sukob. Ipak, mjesni naziv medijskog jezika nije poznat (kao što je slučaj i s većinom drevnih iranskih jezika), kao ni detaljne razlike od jezika kojim su govorili ostali iranski narodi.
Medijski jezik je „vjerojatno“ osnova staroperzijskom jeziku. Medijski identitet očituje se zato što nije dijelio jednake elemente razvoja specifične za staroperzijski jezik. Medijske forme mogu se pronaći isključivo u osobnim i geografskim nazivima, a neke su tipične i za religijski rječnik pa se može govoriti i o avestanskom utjecaju. Ponekad postoje i medijske i staroperzijske forme određenih riječi koje potonji jezik čine nedosljednim, primjerice naziv „konj“ se u zapisima na staroperzijskom jeziku spominje i u izvornom perzijskom obliku „asa“, i u medijskom „aspa“.
Koristeći se usporednom fonologijom mjerodavnih imena ovjerenih na staroperzijskom jeziku, Roland Kent primjećuje kako neke staroperzijske riječi potječu od medijskog jezika; npr. „taksma“ (hrabrost) iz osobnog imena „Taksmaspada“. Diakonoff navodi i primjere termina poput „paridaiza“ (raj), „vazraka“ (veliki) i „xshayathiya“ (kraljevski). Sredinom 5. stoljeća pr. Kr. grčki povjesničar Herodot spominje kako je „spaka“ medijska riječ za kuju. Ovaj naziv i njegovo značenje očuvan je u današnjim iranskim jezicima kao što je tališki.
U 1. stoljeću pr. Kr. povjesničar Strabon (64. pr. Kr. - 24.) primjećuje poveznice između brojnih iranskih naroda i njihovih jezika: „Od Inda na istoku (...) Iran se proteže preko Perzije i Medije na zapadu, te Baktrije i Sogdijane na sjeveru; svi ti narodi govore gotovo istim jezikom“.
Tragovi kasnijih medijskih narječja (koje ne treba miješati s medijskim jezikom) sačuvani su u mješavini žanra „fahlaviyat“ (arabizirani termin za pahlavi) koji obuhvaća pjesništvo temeljeno na starim narječjima iz Pahla/Fahla regije na sjeverozapadu Irana. Fahlaviyat objedinjuje pojedine medijske lingvističke elemente s partskim jezikom, no sačuvani obrasci (iz 9. do 18. stoljeća) su uglavnom nastali pod jakim utjecajem perzijskog jezika. Pojam „fahla“ (perz. pahlav) koji se odnosi na Mediju datira iz arsakidskog odnosno prije sasanidskog perioda, a značenje riječi odnosilo se na Partiju koja je u arsakidsko doba uključivala i većinu Medije.

## Poveznice
- Medijci
- Medijsko Carstvo
- Iranski jezici

## Vanjske poveznice
- The Median Language  Arhivirana inačica izvorne stranice od 25. prosinca 2009. (Wayback Machine)
- Stablo indoeuropskih jezika - Medijski jezik (Indoeuro.bizland.com)  Arhivirana inačica izvorne stranice od 2. ožujka 2009. (Wayback Machine)
- Medijski jezik (Language.babaev.net)  Arhivirana inačica izvorne stranice od 13. ožujka 2008. (Wayback Machine)